# جادوگران: داستان‌های ارکدیا
انیمیشن سریالی جادوگران: داستان های آرکادیا (Wizards: Tales of Arcadia) یک مجموعه انیمیشنی محصول شبکه نتفلیکس که توسط گیلرمو دل تورو کارگردان، تهیه‌کننده، فیلم‌نامه‌نویس و رمان‌نویس مکزیکی ساخته شده است. این انیمیشن به نوعی ادامه ای بر سه فراری:داستان های آرکادیا محسوب میشود اما داستانی متفاوت دارد. در این سریال پرطرفدار هنرمندانی همچون کالین اودانهیو، دیوید بردلی، جیمز فوکنر، امیل هرش، لکسی مدرانو، آلفرد مولینا، استیون ین، کلسی گرمر، لینا هیدی، جان ریس-دیویس، فرد تاتاسیور و کلنسی براون به جای شخصیت های این انیمیشن به صداپیشگی پرداخته اند.
این اولین و تنها سریال محدود در داستان آرکدیا است ، سریالی که ریشه های اسطوره ای قهرمان  ما کلیر نونیز معرفی می کند ، شاگرد سابق ماه افسانه ای که قرن ها فراموش شده بود و اکنون مشتاق است تا از نظر استاد سابق خود ارزش خود را به عنوان یک جنگجو ثابت کند.
علی رغم اختصار ، جادوگران به دلیل داستان پردازی پیچیده و انیمیشن با کیفیت بالا مورد تحسین منتقدان قرار گرفته‌اند ، زیرا Alci Rengifo از صدای سرگرمی نوشت: "من دلم میخواهد تمام جامعه ؛کودکان و بزرگسالان این را ببیند و با داستان شگفت انگیز آن همراه شوند. "
به دنبال آن یک فیلم بلند کامل با عنوان Trollhunters: Rise of the Titans که برای اکران در اوایل سال 2021 برنامه ریزی شده است.

## خلاصه داستان
به دنبال اتفاقاتی که در سه فراری و غول کش ها افتاد هیزردوکس کاسپران - که در طول نه قرن به طور مخفیانه شاگرد مرلین است - باید محافظان آرکادیا را برای سفر به زمان کملات اواخر قرن 12 جمع کند. در طول سفر ، قهرمانان می آموزند که چرا این تعویذ ساخته شده است ، چگونه مورگانا بانوی رنگ پریدگی شده است و چه عواملی منجر به نبرد در پل کیلاهد می شود. در زمان حال ، آنها باید راهی برای نجات جیم ، محافظت از دوستان خود و مقابله با نظم Arcane ، که می خواهند جادوی خام را در سراسر جهان پخس کنند و آن را از بین ببرند ، پیدا کنند.

## تاریخچه تولید
Wizards به عنوان سومین سری از سه گانه داستان های آرکدیا ، پس از انتشار غول کش ها و 3Below ، در ساخت Double Gare You ، در کنار انیمیشن DreamWorks برای Netflix ، به همراه دل تورو ، مارک گوگنهایم ، چاد هامز ، چاد کواندت ، توسط گیلرمو دل تورو ساخته شد. و آرون والتکه به عنوان تهیه کننده های اجرایی مشغول به کار بودند. در ابتدا قرار بود در سال 2019 اکران شود ، اما تا 7 آگوست 2020 به تعویق افتاد.

## گویندگان (نسخه اصلی)
مقاله اصلی: لیست شخصیت های داستان های آرکدیا
این مجموعه شامل بازیگران گروه صداپیشه ای است که از غول کش ها و سه فراری بازگشتند ، در کنار صداپیشگان جدید.
کالین اودونوگو در نقش هیزردیوکس"دوکسی" کاسپران
لکسی مدرانو در نقش کلیر ماریا نونیِز
دیوید بردلی در نقش مرلین آمبروسیوس
لنا هدی در نقش مورگانا لی فِی
جیمز فاکنر در نقش شاه آرتور
استیون یون در نقش استیو پالچاک
آلفرد مولینا در نقش آرچیبالد اژدهای گربه / آرچی
جان ریز دیویس در نقش گتلاهارد
روپرت پنی-جونز در نقش لنسلات
امیل هیرش در نقش جیمز"جیم" لیک جونیور
کلسی گرامر در نقش بلینکوس”بیلینکی”گالادریگوس
هامیل به عنوان گالادریگال
استفانی بیتریز در نقش کِلیستا / دِیا و نیمئِو / بانوی دریاچه
آنجل لین در نقش ناری
کلنسی براون در نقش گانمار
دارین دی پل در نقش بولار
دیگو لونا در نقش کرل تارون
پیوتر مایکل در نقش بیلروک و اِسکرِل
چارلی ساکستون در نقش توبیاس "توبی" دامزاسکی
فرد تاتاسکیوره به عنوان اربده
برایان خوشبخت در نقش چارلی مرگان / چارلی
رودریگو بلااس در نقش گنوم چامپسکی
کی بس در نقش بلروک

## قسمت ها و داستان
| No. | Title                 | Directed by                               | Written by | Original release date |
| --- | --------------------- | ----------------------------------------- | --- | --------------------- |
| 1 | طلسم شده              | Franciso Ruiz Velasco & Andrew L. Schmidt | Story by : Marc Guggenheim, Chad Quadt & Aaron Waltke Teleplay by : Guillermo del Toro, Marc Guggenheim, Chad Quadt & Aaron Waltke | August 7, 2020        |
| در اواخر قرن دوازدهم ، مرلین ، شاگرد خود هیزردوکس "دوکسی" کاسپران را در حین استفاده از جادو برای پایان دادن به کارهایش جلب می کند. دوکسی می خواهد مانند مرلین ، با کارکنان و همه چیز یک جادوگر واقعی باشد ، اما مرلین به او می گوید برای تسلط بر جادوی لازم برای داشتن یک جادوگر زمان لازم است. دوکسی و مرلین ، گربه سیاه صحبت شده به نام آرچی ، جایی را که 3 در حال حاضر متوقف شده است ، انتخاب می کنند و هیولا را می گیرند تا اینکه مرلین آنها را احضار می کند و به آنها دستور می دهد تا توبیاس دومزالسکی ، استیو پالچاک و AAARRRGGHH(عربده) را به لانه مخفی خود در یک کتابفروشی بیاورند . قبل از عقب نشینی در کشتی بالگردی که مرلین به ذهن متبادر می کند ، پنج نفره مورد حمله بیشتر هیولاها و یک مرد عجیب و غریب با زره سبز قرون وسطایی قرار می گیرد. نوجوانان با Claire Nuñez و Blinky در قلعه Camelot ، اکنون یک قلعه هوایی پرواز می کنند ، دوباره می یابند ، جایی که می فهمند (در حوادث فصل 3 زیر فصل 2) ، جیم لیک جونیور ، Trollhunter مورد حمله قرار گرفت و در کریستال سبز محصور شد توسط "شوالیه سبز" که مرلین آموخت با شاگرد و دشمن کشته شده وی ، مورگانا لی فی ارتباط برقرار می کند و یک عقیق اونیکس به آرامی قهرمان فقیر را می کشد. درست در همین زمان ، دستور Arcane - سازمانی شیطانی که شوالیه بخشی از آن است - حمله می کند ، سر Galahad را می کشد و Merlin را مجبور می کند به موقع شکاف ایجاد کند. با این حال ، در طول حمله ، کلر ، استیو ، دوکسی و جیم همه در گذشته فرو می روند و در جنگل کملات بیدار می شوند ، جایی که آنها با سر لنسلات و افرادش روبرو می شوند. |                       |                                           | |                       |
| 2 | داستان در دست ساخت    | Johane Matte                              | Guillermo del Toro, Marc Guggenheim, Chad Quadt & Aaron Waltke                                                                     | August 7, 2020        |
| پس از سقوط آنها در اواخر قرن 12 ، جیم از کریستال جدا می شود و خود را زنده می یابد ، علی‌رغم اینکه اونیکس خرد شده از جادوی شوالیه سبز هنوز در سینه او پیچیده است. با این حال ، چون او نیمه ترول است و مانند یک روز متحجر می شود ، شوالیه ها او ، کلر ، دوکسی و استیو را اسیر می کنند و آنها را به پادشاه آرتور و دادگاه او ، که خواهرش مورگانا را شامل می شود ، می برند - که باعث خشم کلیر به دلیل شوالیه سبز می شود. صدمه زدن به جیم همه تقصیر او بود (و او یک سال پیش سعی کرد بدن Claire را در اختیار داشته باشد). با این حال ، دوکسی و مورگانا آرتور را متقاعد می کنند که از زندگی جیم بگذرد ، حتی اگر او در زندان دیگر با ترول های دیگر گرفتار شود و مورگانا کلر را به عنوان خدمتکار جدید خود قبول می کند (به طور مخفیانه به جادوی تاریکی کلر علاقه‌مند شد که او برای نجات جیم استفاده کرد) و استیو قطار می کند تا یک شوالیه تحت فرماندهی لنسلات باشد. در همین حال دوکسی به فضای زندگی قدیمی خود بازمی گردد و برای دسترسی به نقشه زمان برای بازگرداندن آنها به خانه Arcadia Oaks از گذشته مرلین کمک می گیرد و بدون تغییر بیشتر جدول زمانی. |                       |                                           | |                       |
| 3 | شکار ساحره            | Andrew L. Schmidt                         | Andie Bolt, Ian Rickett, & Lila Scott                                                                                              | August 7, 2020        |
| دوکسی و کلر پس از اجرای یک استراحت در زندان ، مخفیانه تلاش می کنند تا آرتور و مورگانا لی فی را به آشتی برسانند ، اما با درگیر شدن گذشته مرلین و آرچی ، دوکسی در آخرین اعصاب استاد خود قرار دارد. در همین حال ، جیم و سایر ترول هایی که آزاد شدند اکنون در جنگل های وحشی زندگی می کنند و توسط گانمار جوان و پسرش بولار محافظت می شوند. با این حال ، علی‌رغم تلاش های گروه ، دوست جدید جیم ، کلیستا آسیب می بیند ، بولار توسط شوالیه ها اسیر می شود و مورگانا که از لجاجت آرتور خشمگین می شود ، هنگامی که می خواهند جیم و کلر را جلوی او بکشند ، علیه بقیه افراد کملات رو می کند. اما ، در نبرد نهایی ، آرتور با Excalibur دست چپ مورگانا را قطع می کند و تماشا می کند که به نظر می رسد به مرگ می افتد و در آب زیر ناپدید می شود. در برچسب پایان ، آرتور و کلر از مرگ مورگانا ناراحت می شوند و جیم (به ظاهر در آستانه مرگ) با نسخه جوان تر ، مربی ترول خود Blinkous Galadrigal / Blinky ، مسیرها را رد می کند. |                       |                                           | |                       |
| 4 | بانوی دریاچه          | Franciso Ruiz Velasco                     | Andie Bolt, Ian Rickett, & Lila Scott                                                                                              | August 7, 2020        |
| مرلین یک گروه ragtag را در یک مأموریت برای جمع آوری و اتصال مجدد قطعات شکسته Excalibur هدایت می کند. در همین حال ، کلر در مورد مورگانا و جیم کابوس می بیند زیرا جادوی تاریک او قویتر می شود و جیم سعی می کند یک Blinkous Galadrigal جوان را متقاعد کند که آنها فقط برای یک AAARRRGGHH شیطانی در یک طرف هستند تا به پناهگاه ترول Dwoza حمله کند. سرانجام ، پس از آموزش کلر برای کنترل جادوی سایه خود بدون کارمندان مورگانا ، گروه دوکسی با نیمو ، بانوی دریاچه روبرو می شوند ، که خود را یک شرور شرور نشان می دهد! او برای نوجوانان فاش می کند که مرلین مدت زیادی پس از آنکه Excalibur را به وی داد ، او را در غار گرفتار کرده و در تلاش برای انتقام گرفتن به آنها حمله کرده است. پس از خراب کردن دیوار غار با یکی از طلسم هایش ، Douxie اعتماد Nimue را کسب می کند و او موافقت می کند که شمشیر Excalibur را تعمیر کند. در برچسب انتهایی نمایش ، آنگور روت متوجه می شود که مورگانا هنوز زنده است و او را قبل از دستور Arcane که او را احیا می کند و یک دست چپ جدید به او می دهد ، جایگزین دست قدیمی خود می کند. وقتی او علت را می پرسد ، رهبر آنها بلروک به او می گوید که او "برگزیده" آنها خواهد بود. |                       |                                           | |                       |
| 5 | نبرد سلطنتی           | Johane Matte                              | Andie Bolt, Ian Rickett, & Lila Scott                                                                                              | August 7, 2020        |
| Morgana Le Fay پس از احیا شدن توسط نظم Arcane (متشکل از یک جوان ، ناری ، اسکرائیل و بلروک) ، قدرت های جدید و زرهی نبرد طلایی را بدست آورد و خود را مادر هیولا لقب داد و او قول داد که با جنگیدن برای همه عصر حساب را به ارمغان بیاورد مجیک در همین حال ، دوکسی وقتی از مورگانا در حال توطئه در Shadow Realm است و به طور تصادفی با او تماس می گیرد ، به آموزش Claire ادامه می دهد. آرچی و کلر که به سختی از زندگی خود فرار کرده اند باید برای بازگشت مورگانا به کاملوت یک ضد حمله ایجاد کنند. در همین حال جیم و کالیستا سعی می کنند از دووزا در مقابل گنمار و ژنرال AAARRRGGHH او که از زندانی شدن بلار در کاملوت عصبانی هستند ، دفاع کنند. خوشبختانه ، اقدامات جیم هم Blinkous و هم برادرش Dictatious را برانگیخت تا شورشی را برای عقب انداختن حضور گونمار در روستای خود ایجاد کنند و کالیستا با موفقیت AAARRRGGHH را تصرف کرد. جیم پیشنهاد می کند آنها AAARRRGGHH را بازسازی کنند و وندل ، رهبر آینده Trollmarket ، ژنرال افتاده را تحت مراقبت Blinky قرار می دهد. کلر که به کاملوت بازگشت ، زره پوش خود را به دست می گیرد و به عنوان شوالیه ای به نام سر "کلاری" ظاهر می شود ، زیرا او مخفیکاری را که مورگانا برای آزادی بلار و ترور آرتور فرستاده بود ، نشان می دهد. خوشبختانه ، علی‌رغم بمب گذاری در دیواره های قلعه که باعث فرار بلار شد ، دوکسی و گروهش به نجات آرتور می آیند و آنها جاسوس تغییر یافته را دستگیر می کنند. در برچسب انتهایی ، مورگانا به گونمار نزدیک می شود و اتحادی را پیشنهاد می دهد. |                       |                                           | |                       |
| 6–7 | کیلاهد                | Franciso Ruiz Velasco                     | Andie Bolt, Ian Rickett, & Lila Scott (Part 1) Chad Quadt & Aaron Waltke (Part 2)                                                  | August 7, 2020        |
| پادشاه آرتور برای دفاع از آنچه که از کاملوت باقی مانده است به دنبال اتحاد با ترول های خوب ساکن دووزا است و کلر سعی می کند با معشوقش جیم لیک متحد شود. در همین حال ، دوستی AAARRRGGHH و Blinky آغاز می شود ، Morgana Le Fay به گونمار Decimaar Blade کنترل کننده ذهن خود می دهد ، و Douxie و Merlin ساخت حرز Trollhunter را به پایان می رسانند ، با اینکه مرلین با پرسنل خود Douxie را به درجه استاد جادوگر ارتقا می دهد و در حالی که Callista را انتخاب می کند ، اولین پوشنده آن باشد. در ابتدا ترول ها کالیستا را رد می کنند و آنها از شرکت در جنگ امتناع می ورزند. با این حال ، جنگ برای پل Killahead بدون در نظر گرفتن آغاز می شود. در صحنه قسمت 1 برچسب انتهایی ، Callista سنگی را با ترول نوشت که "Deya" ترجمه شده است. او با قبول نقش جدید خود ، نام خود را به Deya Deliverer تغییر می دهد و زمینه را برای جدول زمانی اصلی Trollhunters فراهم می کند. در بخش 2 ، علی‌رغم تلاش همه قهرمانان ما ، لنسلوت و کینگ آرتور درست پس از آنکه دستور Arcane تصمیم گرفتند خود را شناخته و در کشتار جمعی شرکت کنند ، توسط Bular و Bellroc در نبرد برای پل Killahead کشته می شوند. اما دقیقاً همانطور که به نظر می رسد همه چیز برای انسانها گم شده است ، Deya ترول ها را برای کمک به انسانها به نبرد می کشاند. هنگامی که دیا و گانمار در پل هستند ، او تعویذ را در کنار سازه بزرگ قرار می دهد ، که دروازه را به مناطق تاریک باز می کند و باعث می شود Gunmar و Gumm-Gumms به مناطق تاریک مکیده شوند. در همان زمان ، کلر و دوکسی موفق می شوند مورگانا را به Shadow Realm تبعید کنند ، و کلر پیش بینی آخرین و آخرین دیدار خود در آینده را به تصویر می کشد. |                       |                                           | |                       |
| 8 | جادوگر در دنیای زیرین | Johane Matte                              | Andie Bolt, Ian Rickett, & Lila Scott                                                                                              | August 7, 2020        |
| پس از بازگشت به خانه به Arcadia در قرن 21 ، و تخریب دبیرستان با سقوط Camelot ، تیم دوباره با Merlin ، Toby ، Blinky و AAARRRGGHH امروزی متحد می شود ، و می آموزد که چگونه ناری از نظم Arcane جدا شد و به دنبال پناهندگی محافظتی است. با این حال ، حمله Arcane Order حمله می کند و شوالیه سبز ، خرد شده Onyx را به سینه جیم لیک نزدیک می کند. جیم با فشار دادن خرده ریز به داخل سینه ، خود را فدا می کند ، به یک ترول کامل تبدیل می شود و به او اجازه می دهد قبل از ضعف ضرب و شتم کند. با این حال ، ترول جیم به بردگی شوالیه سبز تبدیل می شود ، که مشخص می شود یک آرتور پندراگون زنده شده است ، اکنون تحت طلسم بلروک ، رهبر نظم Arcane است. سپس دستور ، حرز نور روز را می گیرد و در مراسمی از آن استفاده می کند تا مورگانا را زنده کند و دوباره در صفوف خود قرار دهد. در برچسب پایان ، آرتور مرلین را می کشد ، و جادوگر کتابی را برای محافظت از کلر و دوکسی به یادگار می گذارد. |                       |                                           | |                       |
| 9 | لانه آژدها            | Andrew L. Schmidt                         | Chad Quadt, Aaron Waltke, Ian Rickett, & Lila Scott                                                                                | August 7, 2020        |
| در یک فلاش بک ، می آموزیم که Merlin چگونه دوکسی و آرچی را با نجات آنها از آزار و اذیت در خیابان های Camelot توسط Sir Galahad ، به فرزندی قبول کرد. در حال حاضر ، آرچی و دوکسی ، به همراه کلر و استیو در سوگ مرگ مرلین. برای جلوگیری از دستور Arcane - که جیم لیک را اسیر و بردگی خود کرده است - ، آرچی و دوکسی از پدر آرچی ، یک اژدهای بزرگ به نام Charlemagne the Devourer معروف به "چارلی" دیدار می کنند تا به ترجمه کتاب هجی Merlin برای تعیین محل مهرهای Genesis کمک کنند. در حالی که کرل ، استیو و توبی مراقب ناری هستند ، کلر برای یافتن روح جیم وارد قلمرو سایه می شود. در همین حال ، مورگانا متوجه می شود که منافع او دیگر با نظم Arcane همسو نیست و او باید سعی کند روابط خود را با آرتور اصلاح کند. او عازم قلمرو سایه می شود تا روح برادرش را پیدا کند و او را از نفوذ بلروک و اسکرایل رها کند. مورگانا و کلر در حوزه سایه به یکدیگر کمک می کنند ، اما هیچ یک در نجات روح آرتور یا جیم موفق نیستند. جیم به معنای واقعی کلمه در حال پاره شدن است و آرتور مورگانا را از مرگ برگرداند تا او را ببیند و دستور مرلین را می کشد. با این وجود ، مورگانا اکنون در کنار Trollhunters و Wizards of Arcadia است. |                       |                                           | |                       |
| 10 | هنر نهایی ما          | Andrew L. Schmidt                         | Chad Quadt, Aaron Waltke, Ian Rickett, & Lila Scott                                                                                | August 7, 2020        |
| با بازگشت به Arcadia ، Douxie تلاش می کند تا ناری را از نظم Arcane محافظت کند و Krel Tarron را از لاشه جنگ در Hex Tech بازیابی می کند. قهرمانان دیگر در جنگ حماسی با کشتی Arcane Order در یک نبرد حماسی با بلروک و اسکرایل روبرو می شوند. مورگانا و آرتور در زمین با یکدیگر می جنگند ، در حالی که کلر ، توبی ، بلینکی و AAARRRGGHH ناامیدانه تلاش می کنند روح جیم را نجات دهند. در پایان جنگ جیم با دوستانش ، او به سنگ تبدیل می شود و می میرد. در حالی که کلر فرم سنگی جیم را در آغوش می گیرد و گریه می کند ، قطره قطره اشک از روی گونه او ریخته و روی سنگ جیم فرود می آید و باعث انفجار وی می شود. از زیر آوار جیم به شکل اصلی انسان خود بلند می شود ، اما او دیگر آمولت مرلین یا قدرت Trollhunter را ندارد. مورگانا باعث می شود بخش بزرگی از کاملوت سقوط کرده و آرتور را خرد کند ، متأسفانه خود را نیز به قتل رساند. در همین حال ، دوکسی در نبرد با نظم Arcane به شدت زخمی می شود. ارواح دوکسی ، مورگانا و مرلین آخرین مکالمه را در کتابخانه قدیمی مرلین انجام می دهند قبل از اینکه مورگانا و مرلین از دری به درون نور شدید (احتمالاً دروازه به بهشت) عبور کنند و روح دوکسی به بدن او بازگردد. دوکسی عهد می بندد که برای جلوگیری از شکستن مهرهای پیدایش ، بقیه عمر خود را برای محافظت از ناری در برابر نظم Arcane سپری کند. وقتی آرتور می میرد ، Excalibur در سنگ گیر می کند. جیم و توبی سعی می کنند شمشیر را بردارند اما بی فایده است. دوکسی به آنها اطمینان می دهد که بزرگترین قدرتی که دارند این نیرویی است که از دوستانشان می گیرند. دوکسی ، آرچی و ناری با کشتی مرلین در حالی که جیم ، کلر ، توبی ، استیو ، بلینکی ، AAARRRGGHH و کرل به عنوان قهرمانانی که وظیفه محافظت از آرکادیا در برابر تهدیدهای آینده را دارند ، باقی مانده اند. این سریال اندکی بعد به پایان رسید ، در حالی که ناری و دوکسی در خیابانی در شهر نیویورک قدم می زدند در حالی که بلروک آنها را از بالای یک ساختمان تماشا می کرد ، و قصد انتقام خود را داشت. |                       |                                           | |                       |

## بازخورد ها
این سریال دارای 100٪ تاییدیه در Rotten Tomatoes است. درو تیلور از Collider می نویسد ، "همه چیز در مورد جهان با جزئیات باورنکردنی کاملاً درک شده است ... واقعاً استثنایی به نظر می رسد ، و به عنوان نقطه اوج حق رای دادن تا کنون ، بالا بردن آن دشوار است." در بررسی Decider خود ، جان سربا از نیویورک پست نوشت: این مجموعه را به خیابانهای خلاقانه راهنمایی می کند بدون اینکه هرگز از ریل خارج شود. " طبق گفته های گیلرمو دل تورو ، جادوگران: افسانه های آرکادیا در آخر هفته اکران خود در Netflix در ده سریال پرطرفدار در سراسر جهان قرار گرفتند !

## آینده سریال
در 7 آگوست سال 2020 ، به دنبال نمایش برتر جادوگران ، اعلام شد که سه گانه Tales of Arcadia با یک فیلم بلند کامل با عنوان Trollhunters: Rise of   به پایان می رسد که قرار است در سال 2021 (۱۴۰۰) اکران شود.